# Fabio Bollini
Fabio Bollini (19 settembre 1983) è un ex calciatore sammarinese, di ruolo centrocampista.

## Biografia
Ha un fratello Gianluca anch'egli calciatore.

## Caratteristiche tecniche
Centrocampista abile nei colpi di testa e nell'impostare il gioco. Veniva impiegato prevalentemente come regista. È alto 1,93 m e pesa 92 kg.

## Carriera

### Club
Dal 2002 al 2004 Bollini gioca nel Cailungo, successivamente nel 2004 firma un contratto con il Tre Fiori e ci resterà fino al 2006. Dal 2006 firma con il Murata e fino al 2010 colleziona 41 presenze e 5 reti. Dal 2010 al 2013 va al La Fiorita dove realizza 9 reti in 57 presenze, dal 2013 al 2014 Bollini si ferma e si prende un anno di riposo dal calcio. Da ottobre 2014 riprende a giocare con la Folgore, squadra ambiziosa, dove con essa vince il campionato e la coppa Titano. In questa stagione colleziona 3 reti in 20 presenze.

### Nazionale
Conta 14 presenze con la Nazionale sammarinese.

## Palmarès
- Campionati di calcio sammarinese: 3

Murata: 2006-2007, 2007-2008, Folgore: 2014-2015
- Coppe Titano: 5

Murata: 2007, 2008
La Fiorita: Coppa Titano 2011-2012, Coppa Titano 2012-2013
Folgore: Coppa Titano 2014-2015
- Trofei Federali: 2

Murata: 2008, 2009